# Megapenthoides
Megapenthoides là một chi bọ cánh cứng trong họ 
Elateridae.
Chi này được miêu tả khoa học năm 1972 bởi Gurjeva & Dolin.

## Các loài
Các loài trong chi này gồm:
- Megapenthoides contiguus (Cobos, 1970)
- Megapenthoides descarpentriesi (Cobos, 1970)
- Megapenthoides gussakovskii (Gurjeva, 1961)
- Megapenthoides imitans (Cobos, 1970)
- Megapenthoides intermedius (Cobos, 1970)
- Megapenthoides lamottei Girard, 2003
- Megapenthoides minusculus (Cobos, 1970)
- Megapenthoides montisnimbae Girard, 1991
- Megapenthoides nimbanus Girard, 2003